# L'Enfer de Diên Biên Phu
Pour plus de détails, voir Fiche technique et Distribution.
L'Enfer de Diên Biên Phu (Jump into Hell) est un film de guerre américain réalisé par David Butler et sorti en 1955.
L'histoire est un récit romancé de propagande anticommuniste sur la bataille de Diên Biên Phu.

## Synopsis
Au 56e jour du siège de Diên Biên Phu, les soldats français du capitaine Guy Bertrand mènent bataille contre le parti communiste vietnamien. La bataille est perdue, mais Bertrand et ses soldats parviennent à quitter la cuvette juste avant la défaite.

## Fiche technique
- Titre français : L'Enfer de Diên Biên Phu ou Saut dans l'enfer[3]
- Titre original italien : Jump into Hell
- Réalisateur : David Butler
- Scénario : Irving Wallace
- Photographie : J. Peverell Marley
- Montage : Irene Morra
- Musique : David Buttolph
- Décors : William L. Kuehl
- Costumes : Moss Mabry
- Maquillage : Gordon Bau, Al Greenway
- Production : Jack-L. Warner, Harry-M. Warner, David Weisbart
- Société de production :  Warner Bros. Pictures, First National Pictures, The Vitaphone Corporation
- Pays de production :  États-Unis
- Langue originale : anglais
- Format : Noir et blanc - 1,85:1 - Son mono - 35 mm
- Durée : 93 minutes
- Genre : Film de guerre
- Dates de sortie :
  - États-Unis : avril 1955
  - France : 7 août 1963[3]

## Distribution
- Jacques Sernas : Cpt. Guy Bertrand
- Kurt Kasznar : Cpt. Jean Callaux
- Arnold Moss : Général De Castries
- Peter van Eyck : Lt. Heldman
- Marcel Dalio : Sergent. Taite
- Patricia Blair : Gisele Bonet

## Production
Le tournage de L'Enfer de Diên Biên Phu a commencé le 23 septembre 1954 et a duré jusqu'à la fin du mois d'octobre. Les scènes de combat ont été tournées au Janes Ranch à Conejo (en), en Californie. Des scènes de combat supplémentaires combinent des séquences d'actualités de Warner-Pathé sur la chute de Diên Biên Phu avec des scènes d'action réelles.

## Accueil critique
Selon Eben J. Muse dans son livre The Land of Nam: The Vietnam War in American Films, les quelques films américains sur la guerre d'Indochine avant l'intervention américaine comme ce L'enfer de Diên Biên Phu met en scène « des Français héroïques combattant des maraudeurs chinois (la menace communiste), les forces américaines servant subrepticement de mercenaires. Ces films décrivaient le conflit comme une guerre des cœurs et des esprits en insistant sur un point : en tant qu'idéologie, le communisme doit être éradiqué. En l'espace de quelques années, cependant, ces films seront devenus dépassés ».